# Тюркян, Раффи Арменакович
Раффи Арменакович Тюркян (03.04.1929 — 2004) — советский учёный, специалист в области шахтного строительства, лауреат Ленинской премии.
В 1952 году окончил строительный факультет Грузинского политехнического института по специальности «шахтостроение».
Занимаемые должности:
- зам. начальника и начальник ШПСУ (шахтопроходческого строительного участка), затем (с 1954) начальник управления в тресте «Сталиншахтопроходка» (с 1961 назывался «Донецкшахтопроходка»)
- главный инженер треста «Донецкшахтопроходка»
- 1976—1988 генеральный директор республиканского объединения «Укршахтострой».

Строительные объекты: Байконур, шахты для космических и боевых ракет, канал Севан-Арпачай, тоннели под реактором Чернобыльской АЭС.
Кандидат технических наук (1966). Доктор технических наук (1988), тема диссертации: Интенсификация и оптимизация технологии проходки вертикальных стволов шахт. Профессор.
Автор и соавтор книг:
- Тюркян Р. А., Зори А. С.  Скоростная проходка ствола с комплексом КС-1М. - Киев: Гостехиздат, 1961. - 54 с.
- Волобуев С. Х., Тюркян Р. А., Маргулис Е. М. Мировой рекорд проходки вертикального ствола на шахте "Пролетарская-Глубокая" - М.: Недра, 1965. - 156 с.
- Тюркян Р. А. Сооружение и углубка вертикальных стволов шахт. — М. : Недра, 1982. — 312 с, ил.; 22 см.
- Миндели, Э. О., Тюркян, Р. А., 1982. Сооружение и углубка вертикальных стволов шахт. М.: Недра

Лауреат Ленинской премии 1957 года — за усовершенствование методов проходки вертикальных стволов шахт. Заслуженный шахтер Украинской ССР (1969). Почетный строитель Байконура.
Действительный член Академии горных наук Украины, Академии строительства Украины и Нью-Йоркской Академии наук (США).
Награждён двумя орденами Ленина, орденами Трудового Красного Знамени, Дружбы народов, «Знак Почёта», медалями.